# 藤原綱執
藤原 綱執（ふじわら の つなとり）は藤原麻呂（藤原京家の祖）の子。
兄弟に藤原浜成・藤原勝人・藤原百能がいる。
祖父は藤原不比等。
曾祖父は藤原鎌足。或縄執。従四位上。